# La Costa (Cercs)
La Costa és una obra del municipi de Cercs (Berguedà) inclosa en l'Inventari del Patrimoni Arquitectònic de Catalunya.

## Descripció
Es tracta d'un element amb cos central de planta quadrada que aprofita parcialment el relleu per la seva part posterior. Les úniques obertures se situen a la part frontal de la casa, encarada a llevant, i conserven part de la seva estructura original en fusta. L'aparell és de pedra mitjana, polida a les cantonades, unides amb morter i sense arrebossar. La teulada és a dues aigües amb carener perpendicular a la façana principal. A la banda esquerra s'hi adjuntà una pallissa complementada l'any 1927 per una segona feta amb material més modern a la part nord i separada del conjunt central de l'element. La façana principal és complementada amb un contrafort ampli fet amb els mateixos materials que la resta de l'edifici.
A la part posterior queden restes d'un antic tancat que unia la casa amb una paret natural en roca de mitjana alçada.
La pallissa adjunta a la paret de migdia de la casa té dos nivells. L'inferior és tancat, amb porta d'accés al lateral i la superior té accés per escala exterior en pedra. Conserva terres i part dels tancaments en fusta original.
A la part posterior de la casa es conserven uns interessants aprofitaments, de petita mida, de concavitats de la roca natural, a manera d'habitacle primitiu.

## Història
S'han fet successives ampliacions i modificacions. El cos central de la casa cal datar-lo com de finals del segle xviii i/o inicis del XIX, havent estat habitada regularment fins ben entrada la segona meitat d'aquest segle.